# Dactylopodola roscovita
Dactylopodola roscovita är en djurart som tillhör fylumet bukhårsdjur, och som först beskrevs av Bertil Swedmark 1967.  Dactylopodola roscovita ingår i släktet Dactylopodola och familjen Dactylopodolidae. Inga underarter finns listade i Catalogue of Life.